# Aladdin and His Wonderful Lamp
Aladdin and His Wonderful Lamp es un cortometraje animado de 1939 producido por Fleischer Studios y distribuido por Paramount Pictures. Fue dirigido por Dave Fleischer y la animación estuvo a cargo de Reuben Grossman, William Sturm, Nick Tafuri y Dave Tendlar. Fue uno de los tres cortometrajes de Popeye producidos por Fleischer Studios en Technicolor, siendo los otros dos Popeye the Sailor Meets Sindbad the Sailor (1936) y Popeye the Sailor Meets Ali Baba's Forty Thieves (1937).

## Trama
Olivia Olivo es una guionista que trabaja escribiendo películas. Oliva decide que su nueva película, basada en la historia de Aladino y ambientada en el medio oriente, será protagonizada por ella y Popeye. Mientras trabaja en su máquina de escribir, la historia comienza a tomar forma. Popeye es un herrero pobre llamado Aladino, quien se enamora de Olivia, la princesa del reino. Un villano, haciéndose pasar por mensajero de la princesa, convence a Aladino de ir a una cueva secreta donde está escondida una lámpara mágica.
Aladino encuentra la lámpara y la lleva al villano, pero éste lo golpea y lo arroja dentro de la cueva. Sin embargo, la lámpara cae accidentalmente al interior de la cueva, junto con Aladino, y la entrada es cubierta por unas rocas que caen tras un derrumbe. Aladino frota la lámpara y aparece un genio, quien lo saca de la cueva. Tras esto, Aladino le pide al genio que lo convierta en un príncipe, y va a visitar a Olivia a su castillo.
Tras conquistar a la princesa y comprometerse en matrimonio, Aladino se va del castillo, pero deja caer accidentalmente su lámpara. El villano se hace pasar por un comerciante de lámparas e intercambia la lámpara mágica por una linterna. El día de la boda, el villano le pide al genio que lleve el castillo de Olivia a un lugar lejano. El castillo es llevado a la cima de una montaña, mientras Aladino es atrapado por los habitantes del reino que lo tildan de fraude. Antes de ser ejecutado, Aladino come una lata de espinacas y va en ayuda de la princesa. Aunque el villano utiliza la lámpara a su favor, Aladino logra derrotarlo y rescata a Olivia. El cortometraje termina con Olivia recibiendo una carta del estudio, que rechaza su historia y la despide.

## Reparto
- Jack Mercer como Popeye / Aladino.
- Margie Hines como Olivia Olivo / Princesa.
- Carl Meyer como Villano.